# Juan Andrade Rodríguez
Juan Andrade Rodríguez (Madrid, 3 de febrer de 1898 – 1 de maig de 1981) va ser un polític, periodista i editor comunista espanyol.

## Biografia
De professió funcionari del Ministeri d'Hisenda, va començar la seva vida política en la seva adolescència, en ingressar als 14 anys en les joventuts del Partit Republicà Radical. Poc més tard, als 16 anys, es va incorporar al grup d'estudiants socialistes i va començar la seva militància en les Joventuts Socialistes d'Espanya. El 1919 assumiria la direcció de Renovación, òrgan oficial setmanal de les JSE. Convençut partidari de la Revolució bolxevic i de la Tercera Internacional, ja des de 1917 col·laborava amb Nuestra Palabla, setmanari pro-comunista.
Va participar activament, des del 15 d'abril de 1920 en la fundació del Partit Comunista Espanyol, creat per les JSE, sent escollit membre del Comitè Executiu i director de El Comunista. En realitzar-se la fusió amb el Partit Comunista Obrer Espanyol el 1921 que donaria naixement al Partit Comunista d'Espanya (PCE), Andrade va ser escollit membre del Comitè Central i director del setmanari oficial del nou partit, La Antorcha. Es va mantenir en aquestes responsabilitats fins a 1927.
En aquest any va ser expulsat del PCE acusat de defensar les idees de l'Oposició d'Esquerra, liderada per Lev Trotski. Seria a partir de llavors un actiu impulsor de la reorganització dels trotskistes espanyols, amb la fundació de l'Esquerra Comunista el 1930. Dirigiria la seva publicació, Comunismo, de 1931 a 1934, quan va ser suspesa pel govern després de la derrota de la Revolució d'Octubre de 1934.
Durant la dictadura de Miguel Primo de Rivera fou repressaliat per la seva condició de funcionari del ministeri d'Hisenda, d'on en fou destituït per Severiano Martínez Anido.
Després de la fusió de l'Esquerra Comunista amb el Bloc Obrer i Camperol que va donar origen al Partit Obrer d'Unificació Marxista (POUM) el 1935, Andrade va ser triat membre del Comitè Central i va passar a ser un dels principals redactors del setmanari La Batalla, dirigit per Joaquim Maurín. En el POUM es retrobarien alguns dels principals fundadors del comunisme espanyol, a més de Maurín i el mateix Andrade: Andreu Nin, Julián Gorkin, Luis Portela Fernández i Daniel Rebull, entre d'altres.
Quan es va constituir el Partit Obrer d'Unificació Marxista (POUM) el 1935 en fou membre de l'executiva, un dels redactors de La Batalla i amic personal d'Andreu Nin. Després del començament de la Guerra Civil espanyola el 1936 es va traslladar a Barcelona, incorporant-se al Comitè Executiu del POUM. En aquesta etapa, protagonitzada per la Revolució social, va ser un dels principals impulsors del ja diari La Batalla, va fundar l'Editorial Marxista, i es va especialitzar en la col·lectivització i l'economia planificada. Després dels fets de maig de 1937 i la il·legalització del POUM va ser detingut el 16 de juny de 1937, i tancat a la presó fins a finals de 1938, després de ser jutjat i condemnat per participar-hi. Amb el final de la contesa el 1939 i la derrota de la República es va exiliar a França. En aquest país va ser de nou detingut el 1940 pel règim de Vichy i la Gestapo, condemnat per participar en la Resistència francesa al nazisme i tancat a Berferac. L'agost de 1944 va ser alliberat per un comando de la Resistència organitzat pel dirigent del POUM, Wilebaldo Solano. Posteriorment es va incorporar en Tolosa de Llenguadoc a les activitats de reorganització del POUM. Durant l'exili col·laboraria en La Batalla i altres publicacions i organitzaria un servei de llibreria espanyola a França.
Va tornar a Espanya a l'agost de 1978, morint en Madrid l'1 de maig de 1981.

## Obres
- China contra el imperialismo
- La burocracia reformista en el movimiento obrero
- Recuerdos personales
- Notas sobre la guerra civil.